# La fuente de la vida
La fuente de la vida (título original en inglés The Fountain) es una película estadounidense de 2006, de género ciencia ficción, fantasía y drama, dirigida por Darren Aronofsky, con Hugh Jackman y Rachel Weisz en los papeles principales. La fuente de la vida profundiza en temas como el amor y la muerte mediante un rico lenguaje visual donde abundan las escenas poéticas que se combinan durante todo el filme con la banda sonora compuesta por Clint Mansell.

## Argumento
Curso de narración entrelazada de tres personajes, que tienen lugar en distintos espacios temporales: el siglo XXI, la era de la conquista de América, y el futuro.

### El científico
El investigador y oncólogo Tommy Creo (Hugh Jackman) intenta hacer retroceder los tumores cerebrales de un mono a través de los ensayos con animales. Su trabajo está motivado por su esposa, enferma de cáncer, llamada Izzi (Rachel Weisz). Cuando él y su equipo fracasan con las pruebas en un mono llamado Donovan, Tommy se inspira para romper el protocolo médico y prueba usar un compuesto derivado de un extraño árbol de Guatemala. En un primer momento, el fármaco no detiene el crecimiento del tumor, pero sorprendentemente rejuvenece a Donovan, luego viene la curación y la mejora de sus heridas y de las capacidades cognitivas del mono. 
Cuando Tommy regresa a casa, Izzi, su esposa, le señala una nebulosa brillante y la describe como Xibalba, el inframundo maya al cual viajan todas las almas cuando mueren. También le muestra a Tommy un libro que está escribiendo, que se sitúa en la Conquista de América, titulado The Fountain (La Fuente). Cuando Izzi se va a dormir, Tommy lee el libro y se queda dormido. Cuando despierta, se entera de que Izzi ha ido al museo. La encuentra allí, y ella le explica la historia de la creación de los mayas: le cuenta de cómo el primer creador del mundo se sacrificó a sí mismo para dar vida a todos los seres del mundo. Unos minutos después, ella se derrumba y Tommy corre con ella al hospital. Cuando Izzi está en el hospital le dice a su marido que ya no le teme a la muerte; Tommy no acepta esto y regresa a su laboratorio a seguir trabajando desesperadamente para encontrar una cura para el tumor cerebral de Izzi. 
Durante una de las visitas al hospital, Izzi entra en paro cardíaco y los enfermeros obligan a Tommy a abandonar la habitación. En ese momento la doctora Lillian Guzetti (Ellen Burstyn) se comunica con Tommy y le dice que el tumor de Donovan se está reduciendo. Tommy se apresura a regresar a la habitación con la noticia, sólo para encontrar que Izzi no puede ser resucitada. En el funeral de Izzi, Tommy le dice a Guzetti: La muerte es una enfermedad como cualquier otra, hay una cura. Y yo la encontraré.

### El inquisidor
Durante el siglo XVI en España, el Gran Inquisidor, Silecio (Stephen McHattie), sataniza a la Reina de los españoles, Isabel (Rachel Weisz) como una hereje, debido a los intentos de esta de encontrar la inmortalidad a través de un mitológico árbol maya. El inquisidor, poco a poco, va conquistando territorios de la península ibérica como parte de su plan para tener a España bajo su poder, causando la muerte de los seguidores de la reina a lo largo del camino. Tomás (Hugh Jackman), un soldado al servicio de Isabel, conspira para asesinar a Silecio, sólo para ser detenido por un subordinado, el capitán Ariel (Cliff Curtis), que trae un mensaje urgente de la Reina. Volviendo a la corte de Isabel, Tomás tiene la misión de encontrar el "Árbol de la Vida" en Nueva España (Guatemala), el cual es descrito en el Génesis. La ubicación del "Árbol de la Vida" se revela en un mapa oculto, y está representada por una daga maya robada por el Padre Ávila (Mark Margolis), cuya orden franciscana respalda a la Reina. 
Tomás viaja al Nuevo Mundo con los conquistadores y los compañeros de Ávila para encontrar el "Árbol de la Vida". A medida que la búsqueda se prolonga y las dificultades se multiplican, algunos de los hombres deciden organizar un motín; Tomás restablece el orden matando a los cabecillas (entre los que se encontraba el capitán Ariel), una vez que Ávila revela que han llegado a su destino, poco antes de morir por las heridas infligidas por Ariel. Cuando Tomás y sus hombres se acercan a la pirámide, en cuya cima se encuentra el "Árbol de la Vida", los guerreros mayas los atacan. Dos soldados que huían mueren inmediatamente, pero Tomás es capturado por los guerreros que le fuerzan a subir a la pirámide. Cuando llegan a la cima del templo, Tomás es apuñalado en el abdomen por un sacerdote maya que lo estaba esperando.

### El astronauta
El astronauta, Tom (Hugh Jackman), viaja hacia una nebulosa dorada en una nave espacial esférica que también alberga el "Árbol de la Vida". Tom medita y realiza prácticas de Tai Chi Chuan, pero es atormentado por visiones de Izzi (Rachel Weisz). Él se concentra en llegar a la nebulosa, asegurando al "Árbol de la Vida" que renacerá en la llegada. Pero a pesar de sus garantías, el árbol muere. Izzi atormenta a Tom en una visión y le alienta a que termine de escribir su libro: The Fountain. Tom se enfrenta a su miedo, a la muerte, y acepta morir, lo que le permite finalmente escribir el libro y terminarlo. 

### Resolución
En el siglo XXI se muestra a Tommy que planta una semilla del árbol sobre la tumba de Izzi, simbolizando así la resurrección de la vida a través de la muerte. En la historia del siglo XVI, en lugar de matarlo, el sacerdote identifica a Tomás como el "Primer Padre", la deidad que se autosacrificó para crear el mundo. El sacerdote, a su vez, se presenta a sí mismo como un sacrificio, y Tomás le abre una herida en su garganta. Luego pasa a través de una puerta y encuentra el "Árbol de la Vida". Perfora el tronco con la daga maya, la savia se derrama en el suelo y una pequeña planta crece y florece en el lugar que cayó la daga. Tomando esto como una señal de rejuvenecimiento, Tomas aplica la savia a su herida abdominal y se sana. A continuación, bebe la savia sólo para derrumbarse con hojas y flores que llenan su cuerpo y es enterrado junto al "Árbol de la Vida". En el futuro se muestra a Tom pasando por el corazón de la nebulosa Xibalba y quedar en paz con el pensamiento de su muerte inminente, la estrella explota y el árbol florece una vez más.

## Producción de la película
En 1999, Darren Aronofsky y el actor Jared Leto vieron The Matrix juntos. Aronofsky dice que después de ver la película se preguntó "¿Qué tipo de película de ciencia ficción puede hacer la gente ahora?" Aronofsky comenzó a considerar nuevas ideas para una película de ciencia ficción con su amigo de la universidad, Ari Handel. En abril de 2001, Aronofsky entra en negociaciones con Warner Bros y Village Roadshow para dirigir un título de ciencia ficción épica con el actor Brad Pitt en el papel principal. Aronofsky había destinado a Pitt el guion de su anterior film: Réquiem por un sueño, y el guion preliminar de La fuente buscaba persuadir a los agentes a sumarse al proyecto. Aronofsky como director dijo que la película exploraría nuevos territorios, similar a Star Wars, 2001: Una Odisea en el Espacio y The Matrix; como resultado ha redefinido el género. Aronofsky quería ir más allá de la ciencia ficción típica de las películas cuyas tramas están impulsadas por la tecnología y la ciencia. «Hemos visto todo. No es realmente interesante para el público. Las cosas interesantes son las ideas, la búsqueda de Dios, la búsqueda de significado», dijo. El director afirmó que la película sería «la cosa más ambiciosa que he hecho hasta la fecha y el mayor reto». 
El director fue influenciado por los relatos del periodista y escritor uruguayo Eduardo Galeano, quien escribió sobre ejemplos de mitos desde una perspectiva indígena, en particular del primer libro de su trilogía: Memoria del fuego. También viajó con una tripulación a Centroamérica para consultar con expertos maya como Moisés Morales Márquez y explorar las ruinas de Palenque. El grupo también hizo una visita a Tikal, una jungla cuya ubicación se había destacado en el film Star Wars. Para diseñar la selva, las películas Aguirre, la cólera de Dios y La montaña sagrada, de Alejandro Jodorowsky, fueron seleccionadas como inspiración. 
En junio de 2002, Warner Bros se reunió con Aronofsky y su productor Eric Watson, expresando su preocupación por una escalada de presupuesto y amenazó con cesar el proyecto a menos que se encontrara una cofinanciación. Watson solicitó a empresas de producción independientes para apoyarlo y pudo obtener ayuda para Regency Enterprises. En última instancia, la producción fue fijada para fines de octubre de 2002 en Queensland y Sídney, Australia. La película, titulada oficialmente La fuente, fue filmada con un presupuesto de 70 millones de dólares, cofinanciados por Warner Bros y New Regency, con los que se llena la brecha dejada por Village Roadshow, después de la retirada del proyecto.
Aronofsky fue capaz de resucitar el proyecto en 2005 con la mitad del presupuesto. El director de efectos visuales incorporó en La fuente de la vida un uso mínimo de imágenes generadas por computadora y redujo el uso de éstos a través de las imágenes proporcionadas por un macro-fotógrafo, es el caso del fondo estrellado delante del cual se moviliza la nave esférica, en el que se emplearon fotografías de microorganismos luminosos. La fuente de la vida se estrenó en Estados Unidos el 22 de noviembre de 2006.

## Novela gráfica
Tras la cancelación del proyecto en 2002 y ante la aparente imposibilidad de rodar la película (que luego se retomaría en 2005), el guion de Darren Aronofski fue adaptado a novela gráfica por el dibujante Kent Williams, el cual recibió total libertad creativa por parte de Aronofski. Con el título de The Fountain (La fuente), la obra fue publicada en 2005 por DC Comics a través de la editorial Vertigo, paralelamente a la producción de la película.
Cabe destacar que la novela gráfica parte de la primera versión del guion, sin incluir los cambios que éste sufrió en el rodaje, de forma que transmite al lector una idea más aproximada de lo que Aronofski pretendía en un principio.

## Banda sonora
Clint Mansell, el compositor de los temas para los trabajos anteriores de Darren Aronofsky Pi (1998) y Réquiem por un sueño (2000), repite como compositor en La fuente de la vida. La banda sonora está interpretada principalmente por el cuarteto de cuerda Kronos Quartet (el cual trabajó también en la banda sonora de Réquiem por un sueño). la banda escocesa de post-rock Mogwai también contribuyó en la realización de la banda sonora.
Clint Mansell recibió una nominación en los Globos de Oro del 2006 como mejor banda sonora original por La Fuente de la Vida, pero el premio lo recibió en su lugar Alexandre Desplat por la banda sonora de la película El velo pintado.

## Comentarios
Darren Aronofsky, conocido por películas anteriores como Réquiem por un sueño y Pi, fe en el caos, explora los temas del amor y la inmortalidad; aprovechando las influencias de la mitología maya y el New Age, y se interroga sobre el porqué de la muerte y la existencia de Dios.

La fuente de la vida es una odisea alrededor de la eterna lucha de un hombre por salvar a la mujer que ama.
Darren Aronofsky

Originalmente, La fuente de la vida se debería haber filmado en 2002 con un presupuesto de 70 millones de dólares, con Brad Pitt y Cate Blanchett en los roles principales, pero la producción se detuvo como consecuencia de la salida de Pitt, quien optó por otros proyectos más acordes a la imagen que quería construir. Aronofsky fue capaz de resucitar el proyecto en 2005 con la mitad del presupuesto. La fuente de la vida se estrenó en Estados Unidos el 22 de noviembre de 2006 y recibió grandes elogios, así como despiadadas críticas.